# Pouteria grandis
Pouteria grandis är en tvåhjärtbladig växtart som beskrevs av Pierre Joseph Eyma. Pouteria grandis ingår i släktet Pouteria och familjen Sapotaceae. Inga underarter finns listade i Catalogue of Life.